# 埃米森 (印地安納州)
埃米森（英語：Emison）是位於美國印地安納州諾克斯縣的一個人口普查指定地區。

## 人口
根據2010年美國人口普查的數據，埃米森的面積為4.09平方千米，當中陸地面積為4.07平方千米，而水域面積為0.02平方千米。當地共有人口154人，而人口密度為每平方千米37.65人。